# Elektra Lopez
Karissa Rivera (Condado de Bergen, Nueva Jersey, 23 de abril de 1992) es una luchadora profesional estadounidense. Es conocida por haber trabajado para la empresa WWE, donde se presentó bajo el nombre de Elektra Lopez. 

## Primeros años
Rivera tiene una licenciatura en Negocios Globales. Es una luchadora de segunda generación como hija de Steve King, quien anteriormente trabajó para WWF.

## Carrera

### Circuito independiente (2017-2021)
Rivera es un habitual en la escena independiente del noreste haciendo apariciones para Legendary Action Wrestling (LAW), World Xtreme Wrestling (WXW), Northeast Wrestling , Women's Wrestling Revolution , Outlaw Wrestling NY y otros, capturando el título WXW-C4 y el título LAW Women.

### Ring Of Honor (2019)
Hizo su debut en ROH Road To G1 Supercard - noche 4, junto a Gabby Ortiz se enfrentaron a Kris Statlander & Tasha Steelz y a Jenny Rose & Sumie Sakai. En el ROH TV emitido el 27 de julio, derrotó a Sumie Sakai. En ROH Mass Hysteria, se enfrentó a Tasha Steelz y a Angelina Love, sin embargo perdió. En el ROH TV emitido el 17 de agosto, fue derrotada por la Campeona Mundial Femenino de Honor Kelly Klein en un combate no titular.

### WWE (2018–2025)

#### Apariciones iniciales (2018-2019)
Rivera apareció en WWE en 2018, en el episodio del 14 de noviembre de NXT, perdiendo ante Lacey Evans.
Regresó al año siguiente en 2019, durante el episodio del 9 de abril de Smackdown, presentándose como Karissa, compitiendo como la mitad del equipo local con Kris Statlander (simplemente conocida como Kris) nombradas como The Brooklyn Belles enfrentándose a The IIconics por los Campeonatos Femeninos en Parejas de WWE, sin embargo perdieron.
También apareció como la «exesposa» de Bobby Lashley durante un episodio de Raw.

#### Legado Del Fantasma (2021-2025)
Se informó que el 22 de febrero de 2021 Rivera firmó con WWE. Hizo su debut en NXT en el episodio del 22 de junio de NXT bajo el nombre de Elektra Lopez en un combate contra Franky Monet. Luego ganó sus siguientes dos luchas individuales durante los episodios de septiembre de NXT, derrotando a Anna Scheer y B-FAB , este último a quien derrotó en una lucha sin descalificación.
Iniciando el 2023, en el NXT del 3 de enero, salió al ring, uniéndose al altercado entre todas la luchadoras de la división Femenina, mientras eso sucede, Roxanne Perez aparece y confirma que la próxima semana habrá una 20-Women's Battle Royal y la ganadora tendrá una oportunidad por el Campeonato Femenino de NXT en Vengeance Day, 3 días después en el Level Up emitido el 6 de enero, junto a Amari Miller derrotaron a Dani Palmer & Sol Ruca. En NXT New Year's Evil, participó en la 20-Women's Battle Royal por una oportunidad al Campeonato Femenino de NXT de Roxanne Perez en NXT Vengeance Day, eliminando a Thea Hail, sin embargo fue eliminada por Nikkita Lyons pero no se fue del ringside sin antes ayudar a Zoey Stark ha eliminar a Wendy Choo que estaba usando una almohada para evitar tocar el suelo, eliminando así a Choo.
En el NXT Level Up emitido el 16 de junio, junto a Lola Vice derrotaron a Kelani Jordan & Dani Palmer, siendo su primera victoria como equipo.
En el episodio del 26 de enero de 2024 de SmackDown, Lopez interfirió durante una lucha entre Santos Escobar y Carlito, ayudando a Escobar a ganar y uniéndose al Legado Del Fantasma en el proceso. En el episodio del 30 de enero de NXT, fue derrotada por Vice, siendo esta su última lucha para dicha marca. El 7 de febrero de 2025, Lopez fue liberada de su contrato por WWE.

## Campeonatos y logros
- Legendary Action Wrestling
  - LAW Women's Champion (1 vez)

- Wrestling Superstar
  - WS Women's Championship (1 vez)

- World Xtreme Wrestling
  - WXW Diamond Women's Championship (1 vez)[15]